# Monte Catria
Le Monte Catria (1 701 m) est une montagne des Marches (province de Pesaro et Urbino) et de la partie centrale des Apennins.
C'est un massif de roches sédimentaires datant de 200 millions d'années.
Historiquement, il constituait la frontière entre l'exarchat de Ravenne et le duché de Spolète.